# 서울파이낸스센터
서울파이낸스센터 (Seoul Finance Center, SFC)는 서울특별시 중구 태평로1가 84번지에 위치한 오피스용 빌딩이다. 2001년에 준공되었다. 주한 싱가포르 대사관이 이 건물에 입주해 있다.

## 정보

### 위치
청계천과 세종대로 길가에 위치해 있으며, 행정구역상으로는 중구 태평로1가에 속해 있다. 북쪽의 청계광장과는 프리미어플레이스빌딩, 한국정보화진흥원 서울사무소 건물을 사이에 두고 있다. 남쪽으로는 세종대로23길을 사이에 두고 베스트웨스턴 뉴서울호텔과 마주하며, 서쪽으로는 코리아나호텔과 세종대로를 사이에 두고 있다.
건물의 정문은 태평로에 있으며, 무교동에 후문이 있다. 이외에 아트리움과 선큰가든이 있으며 주차장 입구가 2곳 위치해 있다.

### 시설
지상 30층, 지하 8층 규모의 건물로 최고높이는 124m이다. 철골과 철근콘크리트 구조로 건설되었다. 승강설비로는 엘리베이터와 에스컬레이터가 있는데, 엘리베이터는 승객용 16대, 셔틀용 2대, 비상용 3대, 화물용 5대가 설치되어 있다. 에스컬레이터는 4대가 설치되어 있으며 시간당 9000명을 감당할 수 있다.
오피스 건물로 쓰이는 본 건물 외에도 부대시설이 여럿 있다. 특히 지하에 위치한 SFC몰에는 고급 레스토랑과 상점들이 지하 1층부터 3층에 걸쳐 자리해 있다. 이밖에도 청계광장과 연결되는 무교공원, 옥외 휴게시설, 조경구역 등이 있으며 조형물도 건물 내외에 몇 점 설치되어 있다. 지하에 위치한 주차시설 규모는 626대로 처음 30분은 무료, 이후 시간요금제로 운영되며 하루 최대요금은 3만원이다.

## 교통
서울 지하철
- 서울 지하철 1호선, 2호선 - 시청역 4번 출구[6]
- 서울 지하철 5호선 - 광화문역 5번 출구[6]

서울 시내버스
- 시청, 서울신문사 정류장[6]